# 73-я пехотная дивизия (вермахт)
73-я пехотная дивизия — тактическое соединение сухопутных войск вооружённых сил нацистской Германии периода Второй мировой войны.

## История
При формировании 73-я пехотная дивизия насчитывала более 10 000 солдат. Не была моторизованной, передвигалась пешим ходом и за счёт лошадей.
73-я пехотная дивизия участвовала во вторжении в Польшу как резерв группы армий «Север». В апреле 1941 года принимала участие в войне против Югославии и Греции.
Дивизия сражалась на Восточном фронте, в южных районах в период с июля 1941 по май 1944 года.
В конце 1941 года в составе 11-й армии участвовала в боях Крымской кампании, а также в решающем штурме Севастополя в июне 1942, наступая в долине реки Бельбек с 50-й ПД и 4-й румынской ГСД.
После отдыха была переброшена в составе 17-й армии генерала Р. Руоффа на Кубань. 7-17 августа участвовала в штурме Краснодара.
В ходе наступления в операции «Эдельвейс» достигла западных отрогов Кавказского хребта. Вместе с 4-й румынской горнострелковой и 125-й немецкой пехотной, 4-й горнопехотной  и 101 легкопехотной дивизиями в феврале 1943 года противостояла советскому десанту на Малой земле в районе Мысхако. Также с 1-й румынской горнострелковой дивизией держала оборону в горах на северном берегу Цемесской бухты в районе Грушовой балки.
В августе — октябре 1943 года участвовала в боях за Букринский плацдарм на Днепре.
5 октября 1943 года дивизия прибыла из Крыма под Мелитополь и до 10 октября 1943 года находилась в резерве фронта в 20 км юго-западнее города. Вечером 10 октября 1943 года, после прорыва советскими войсками немецкого фронта южнее Мелитополя, дивизию бросили в бой с целью восстановить положение на реке Молочной, но несмотря на усиление дивизии самоходными орудиями, выполнить поставленную задачу она не сумела и понесла тяжёлые потери (12 октября 1943 года взятый в плен командир батальона 186-го пехотного полка 73-й пехотной дивизии сообщил, что к моменту его пленения батальон потерял убитыми и ранеными 280 из 340 военнослужащих).

С начала февраля 1944 года 73-я пехотная дивизия (вместе с остальными силами 17-й немецкой армии, в составе которой она находилась) была блокирована в Крыму и в начале апреля 1944 года, перед началом Крымской наступательной операции, находилась на Керченском полуострове в составе 5-го армейского корпуса вермахта и в дальнейшем была уничтожена в мае 1944 года в ходе штурма Сапун-горы и района Балаклавского шоссе. Остатки дивизии и её командир генерал Г. Бёме сдались 12 мая в котле на мысе Херсонес.
Вскоре после переформирования в Венгрии, участвовала в боях за окрестности Варшавы, где также была уничтожена в сентябре 1944 года. Были просьбы в адрес начальства о расформировании дивизии в качестве наказания за плохое исполнение боя, но они были отклонены. Вновь переформированная, дивизия была в последний раз сдалась после боёв вокруг Данцига (Гданьска) в 1945 году. Штаб дивизии потоплен на корабле «Гойя» 16 апреля 1945 года.

## Штатная структура
- 170-й пехотный полк
- 186-й пехотный полк
- 213-й пехотный полк
- 173-й артиллерийский полк
- 173-й сапёрный батальон (пионеры)
- 173-й противотанковый артиллерийский дивизион
- 173-й батальон разведки
- 173-й батальон связи
- части снабжения

## Командиры
- генерал артиллерии Фридрих фон Рабенау (26 августа 1939 — 29 сентября 1939)
- генерал пехоты Бруно Билер (29 сентября 1939 — 29 октября 1941)
- генерал пехоты Рудольф фон Бюнау (1 ноября 1941 — 1 февраля 1943)
- генерал-майор Йоханнес Недтвиг (1 февраля 1943 — 7 сентября 1943)
- генерал-лейтенант Герман Бёме (7 сентября 1943 — 13 мая 1944) (попал в плен)
- генерал-лейтенант Фриц Франек (26 июня 1944 — 29 июля 1944) (попал в плен)
- генерал-майор Курт Хелинг (30 июля 1944 — 7 сентября 1944)
- генерал-майор Франц Шлипер (7 сентября 1944 — 10 апреля 1945)